# Neobapta indecora
Neobapta indecora là một loài bướm đêm trong họ Geometridae.